# Barnum (tente)
Pour les articles homonymes, voir Barnum.

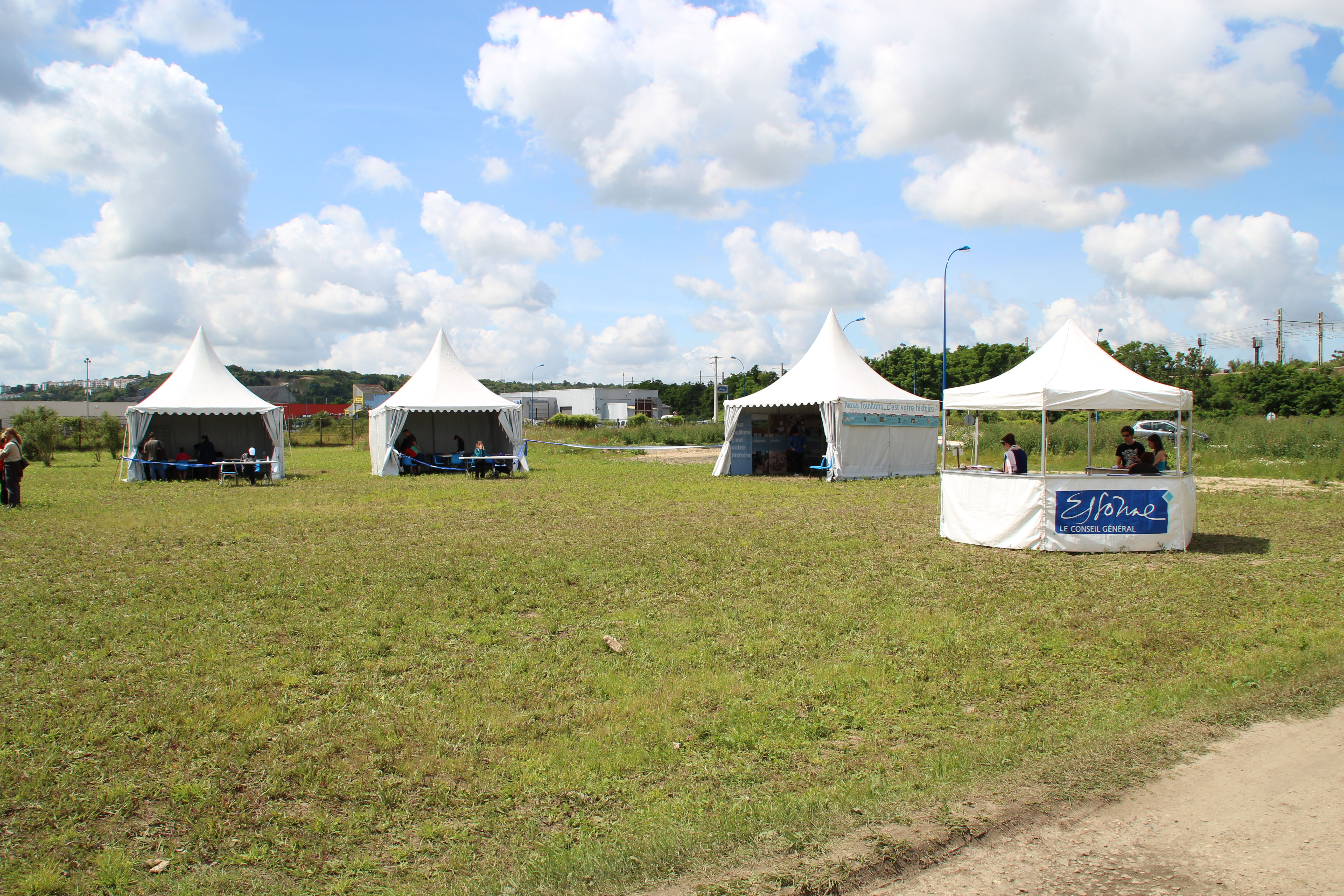
Barnums utilisés sur un chantier de fouilles à Morigny-Champigny (Essonne).

Le barnum, également dénommé tivoli, est une grande tente, utilisée lors de réceptions, de foires ou de chantiers.  Il est pliable et s’installe rapidement en extérieur grâce à une structure tubulaire en acier ou aluminium. Il est recouvert de toile sur le toit et de panneaux latéraux amovibles, qui permettent de s’abriter du soleil, de la pluie ou du vent.

## Étymologie
Le barnum est un modèle de tente qui, par sa taille, rappelle l'univers du cirque. Son nom vient de Phineas Taylor Barnum (1810-1891) célèbre directeur de cirque et monteur de spectacles américains.

## Usages

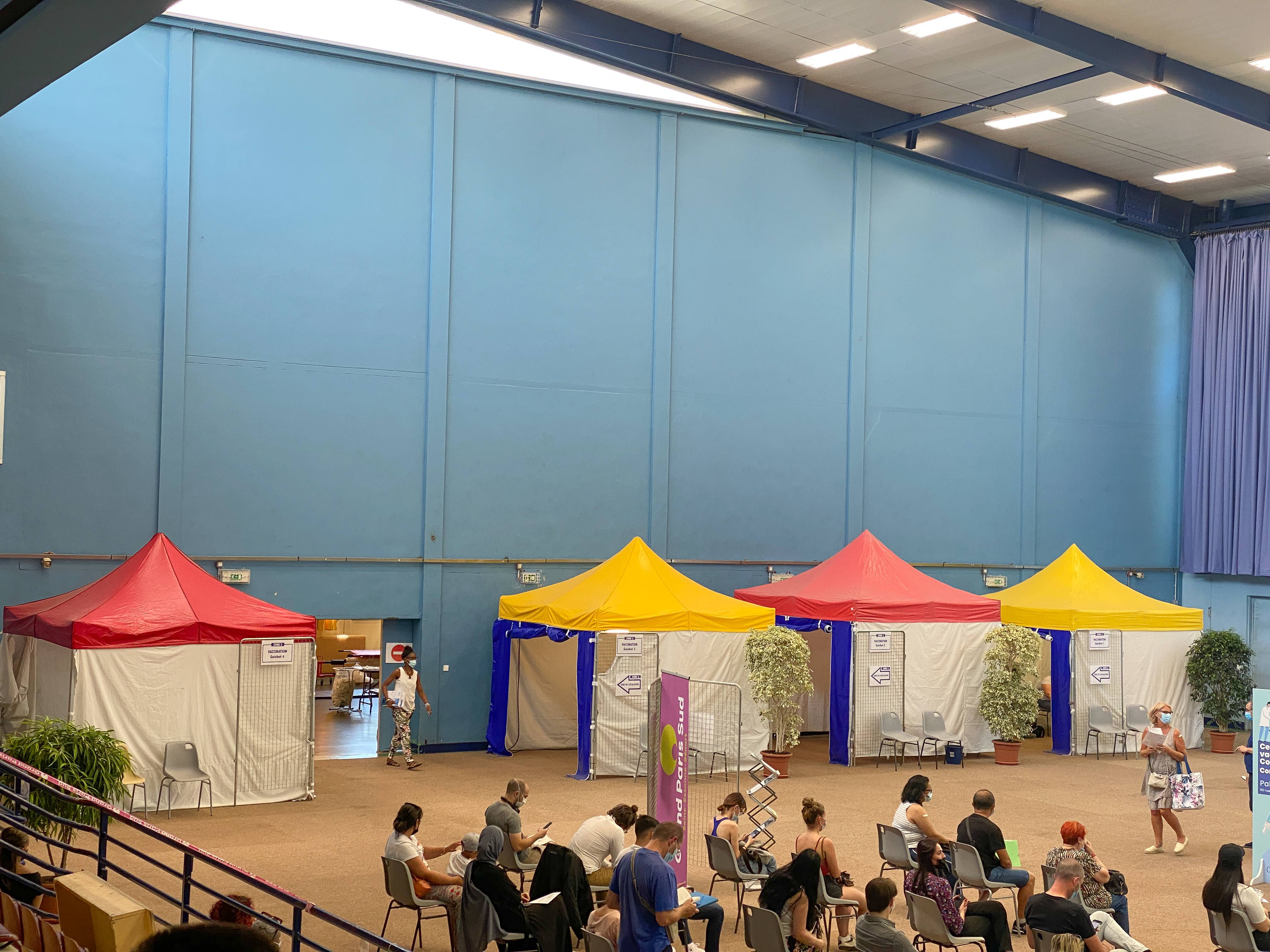
En juillet 2021, barnums montés temporairement à l'intérieur du palais des sports de Corbeil-Essonnes, dans le cadre de la campagne de vaccination contre la Covid-19 en France.

L'usage des barnums s'est généralisé dans certains jardins pour servir d'abris, sur les marchés de plein air pour abriter les marchands, ou encore sur les chantiers de construction pour protéger une zone de travail extérieure,. Il peuvent être aussi déployés rapidement, pour abriter de façon temporaire des activités de secours ou de soins, notamment lors de catastrophes, attentats, épidémies, etc.